# Im Kreuzfeuer
Im Kreuzfeuer (Originaltitel: Crossfire) ist ein US-amerikanischer Kriminalfilm aus der Ära des Film noir. Edward Dmytryk inszenierte den Film, dessen Drehbuch auf dem Roman The Brick Foxhole des auch als Regisseur bekannten Richard Brooks basiert, im Jahre 1947. In Deutschland erfuhr der Film seine Premiere im Fernsehen. Das ZDF strahlte ihn am 5. Februar 1973 erstmals aus.

## Handlung
Ein Mann wird in einem Appartement in Washington von zwei anderen Männern so schwer verprügelt, dass er an seinen Verletzungen stirbt. Miss Lewis findet die Leiche und benachrichtigt die Polizei. Captain Finlay befragt die Frau, Miss Lewis, und sie erzählt die Vorgänge der letzten Stunde aus ihrer Sicht: Sie und der Tote, Joseph Samuels, sitzen in einer Bar und trinken zusammen. Drei Soldaten sind anwesend, von denen Samuels den Corporal Mitchell nach Hause einlädt. Miss Lewis geht nach Hause, da sie in der Bar angeschüttet wurde und sich umziehen wollte, wundert sich aber, dass Samuels einen Anruf von ihr nicht beantwortet, und macht sich auf dem Weg zu ihm, wo sie die Leiche findet.
Während die Polizei in dem Raum von Samuels Spuren sichert, erscheint Sergeant Montgomery in der Tür, der erklärt, er suche nach Mitchell. Er, Mitchell und ein weiterer Freund, Floyd Bowers, seien in Samuels Appartement gewesen. Mitchell sei früher gegangen, wollte aber schnell zurückkommen. Ein Verdacht gegen Mitchell entsteht, als seine Brieftasche in dem Appartement gefunden wird.
Um den Aufenthaltsort von Mitchell herauszufinden, befragt Finlay dessen Freund Sergeant Keeley. Dieser berichtet Finlay, dass Mitchell nach Ende des Krieges nun über seine Zukunft orientierungslos sei und sich von seiner weit entfernt lebenden Frau Mary entfremdet habe. Später verhört Finlay nochmals Montgomery, der im Gespräch beiläufig einige abwertende Äußerungen über Juden wie Samuels macht, die immer Wege hätten, sich vor Sachen wie dem Kriegsdienst zu drücken. Derweil schickt Keeley auf eigene Faust seine Leute zur Suche nach Mitchell aus. Mitchell kann von ihnen an der Polizei vorbeigeschleust werden und flieht mit Keeley in ein Kino, wo dieser ihm den Ernst seiner Lage deutlich macht. Dort erzählt Mitchell seine Version der Geschehnisse, die allerdings aufgrund seiner Trunkenheit teilweise nur bruchstückhaft ist, in einer Rückblende.
Als Mitchell die Einladung von Samuels annahm und in dessen Apartment war, kamen Montgomery und Bowers ebenfalls dorthin und fingen laute Gespräche mit Samuels an. Mitchell verließ währenddessen das Appartement und begegnete der Bardame Ginny Tremaine, die ihn zu sich nach Hause einlud, wo er auf sie warten sollte. Dort traf er einen sonderbaren Mann, der sich zuerst als Ginnys Ehemann ausgab, dann das jedoch widerrief. Der Mann irritierte Mitchell und er ging schließlich zurück in Richtung Hotel.
Nachdem Mitchell seine Geschichte beendet hat, teilt ihm Keeley mit, dass seine Frau Mary in der Stadt sei und ihn sehen wolle. Währenddessen bedrängt Montgomery Bowers in dessen Versteck, einer kleinen Wohnung, dass dieser Montgomerys Version bestätigen soll. Als Keeley und ein weiterer Soldat an der Tür klopfen, versteckt sich Montgomery. Bowers hatte sein Versteck seinem Freund Leroy telefonisch verraten, der wiederum die Adresse dann an Keeleys Männer weitergab. Bowers schweigt sich gegenüber Keeley und dessen Begleitung zunächst aus. Nach deren Weggang kommt ein rasender Montgomery aus seinem Versteck. Er fürchtet, dass der nervöse und unvorsichtige Mitwisser Bowers ihn verraten kann, und erwürgt ihn mit einem Schlips.
Als Finlay wegen des Mordes an Bowers Keeley befragt, erfährt er von der Bardame Ginny, die ein Alibi für Mitchell sein könnte. Keeley wird nun entlassen und sucht Mary, Mitchells Frau, auf, um sie in das Kino führen, wo Mitchell sich versteckt hält. Mary sichert ihrem Mann zu, Ginny zu seiner Entlastung zu kontaktieren. Mit Finlay geht sie zur Wohnung von Ginny, doch weder Ginny noch der seltsame Mann – der sich als ihr unehrenhaft aus dem Kriegsdienst entlassener Mann herausstellt – können ein Alibi für Mitchell für die exakte Tatzeit liefern. 
Der enttäuschte Finlay befragt neuerlich Montgomery. Montgomery wird verdächtig, weil er durch seinen Judenhass gegenüber dem jüdischen Samuels ein Motiv hatte. Finlay überzeugt den ängstlichen Leroy, der von Keeley aufgespürt wurde, eine Falle für Montgomery zu stellen. Leroy erzählt dem Verdächtigen, Bowers habe ihn angerufen, er solle Montgomery ausrichten, dass der Schlips nicht gut genug gewesen sei. Montgomery solle ihm Schweigegeld zahlen. Leroy händigt Montgomery einen Zettel mit der einer Adresse aus, die zwar den richtigen Straßennamen, aber die falsche Hausnummer enthält. Montgomery betritt jedoch das richtige Haus und stößt dort auf Finlay, der ihm mitteilt, nur der Mörder, der schon früher dort gewesen sein musste, könne das richtige Haus wissen. In Panik rennt Montgomery aus dem Gebäude und wird von Finlay erschossen.

## Hintergrund
Die Produktion der RKO Pictures hatte ein Budget von 250.000 US-Dollar. Der Film spielte in den USA 1,3 Millionen US-Dollar ein. In dem dem Film zu Grunde liegenden Roman wurde die Diskriminierung Homosexueller angeprangert. Zu der Zeit der Dreharbeiten war dies allerdings aufgrund des Hays Codes in Hollywood ein Tabuthema und somit unverfilmbar. Um dies doch machen zu können, griffen die Drehbuchautoren dann das Thema Antisemitismus auf. Die Dreharbeiten dauerten nur 20 Tage, weil Regisseur Dmytryk auf Ausleuchtung des Sets verzichtete. Somit konnte auch das Budget eingehalten und schneller gedreht werden, was sich auch darin zeigt, dass der Film dreieinhalb Monate früher als der thematisch ähnlich gestaltete Film Tabu der Gerechten von Elia Kazan herauskam.
Für Gloria Grahame, die die Rolle der Ginny als ihre Lieblingsrolle bezeichnete, war es der fünfte Auftritt in einem Kinofilm. Für George Cooper (1920–2015) war die Rolle des verdächtigten Soldaten das Filmdebüt, für William Edward Phipps die zweite Filmrolle. Der spätere Tarzan- und Old-Shatterhand-Darsteller Lex Barker stand schon zum sechsten Mal vor der Kamera, wurde aber erst das zweite Mal im Abspann erwähnt. Da der Film einige Jahre nach der großen Karl-May-Welle synchronisiert wurde, hatte er hier wieder (und zum letzten Mal) die Synchronstimme von Gert Günther Hoffmann.

## Kritiken
„Im Rahmen eines bravourös gespielten und herausragend inszenierten Kriminalfilms prangerte Regisseur Dmytryk erstmals öffentlich den auch in Amerika vorkommenden Antisemitismus an; er macht die Verwerflichkeit und Ungerechtigkeit dieser Form des Rassenhasses durch klare, logische Beweisführung deutlich. Dabei verdichtet sich der Film zu einem Plädoyer gegen jede Art von Diskriminierung.“

„Die brisante Thematik – Judenhass in der US-Armee – verhalf dem Film zu einem Spezial-Preis in Cannes und Regisseur Edward Dmytryk zu einem Platz auf der Schwarzen Liste des Kommunistenjägers McCarthy.“

„Ein wichtiges Stück antirassistischer Stellungnahme, das knapp bis vor dem Finale die Verknüpfung zwischen film noir und politischem Hintergrund durchhält. Zu Unrecht unterschätzt und erst jetzt wiederentdeckt.“

## Auszeichnungen
Preise
- Internationale Filmfestspiele von Cannes 1947
  - Prix du meilleur film social (Sonderpreis für den besten sozialkritischen Film)
- Edgar Allan Poe Award 1948
  - Edgar für den besten Film an Regisseur Edward Dmytryk, Drehbuchautor John Paxton, Autor Richard Brooks, Produzent Dore Schary und Co-Produzent Adrian Scott

Nominierungen
- Oscarverleihung 1948
  - Nominierung in der Kategorie Bester Film
  - Nominierung in der Kategorie Beste Regie für Edward Dmytryk
  - Nominierung in der Kategorie Bester Nebendarsteller für Robert Ryan
  - Nominierung in der Kategorie Beste Nebendarstellerin für Gloria Grahame
  - Nominierung in der Kategorie Bestes adaptiertes Drehbuch für John Paxton
- British Film Academy Award 1949
  - Nominierung in der Kategorie Bester Film